# Nationalsocialistiska Arbetarpartiet
Nationalsocialistiska Arbetarepartiet (senere skiftet navn til Svensk socialistisk samling) (SSS) var et svensk nazistisk politisk parti, som eksisterede fra 1933 till 1950. Partiet blev grundlangt i januar 1933 af Sven-Olov Lindholm efter at han forlod Svenska nationalsocialistiska partiet.
| Politisk parti | Spire Denne artikel om et politisk parti eller gruppe er en spire som bør udbygges. Du er velkommen til at hjælpe Wikipedia ved at udvide den. |